# Misterbianco
Misterbianco er en italiensk by (og kommune) i regionen Sicilien i Italien, med omkring 49.017(2023) indbyggere.  